# Robert Poujade
Robert Poujade (født 6. maj 1928 i Moulins, Allier, død 8. april 2020) var en fransk gaullistisk politiker.
I 1968 – 1971 var han generalsekretær for Den demokratiske union for den femte republik, der var det største gaullistiske parti.
Robert Poujade var borgmester i Dijon fra 1971 til 2001.
Han var Frankrigs første miljøministre (Ministre délégué à la Protection de la nature et à l’Environnement) fra 7. januar 1971 til 1. marts 1974.